# رئيس وزراء هايتي
رئيس وزراء هايتي ( (بالفرنسية: Premier ministre d'Haïti)‏ ، هايتان هو رئيس حكومة هايتي، انشئ المنصب بموجب دستور عام 1987، قبل هذا التاريخ، كان رئيس الدولة هو من يتولى السلطة التنفيذية، وهو الذي يتولى تعيين الوزراء.